# Qatar Telecom German Open 2006
Il Qatar Telecom German Open 2006 è stato un torneo di tennis giocato sulla terra rossa. È stata la 94ª edizione del German Open, che fa parte della categoria Tier I nell'ambito del WTA Tour 2006. Si è giocato al Rot-Weiss Tennis Club di Berlino in Germania dall'8 al 14 maggio 2006.

## Campionesse

### Singolare
Nadia Petrova ha battuto in finale  Justine Henin-Hardenne con il punteggio di 4–6, 6–4, 7–5.

### Doppio
Yan Zi /  Zheng Jie hanno battuto in finale  Elena Dement'eva /  Flavia Pennetta con il punteggio di 6–2, 6–3.